# 馬拉喀什國際影展
馬拉喀什國際影展（المهرجان الدولي للفيلم بمراكش）是一個摩洛哥電影展，於2001年首度舉辦。金星獎為馬拉喀什國際影展最高榮譽，頒發給影展最出色電影。

## 外部連結
- Official website （页面存档备份，存于） （阿拉伯文） （英文） （法文）
- Alan Parker: Marrakech Festival provides an alternative to US cinema industry
- 10e FESTIVAL INTERNATIONAL DU FILM DE MARRAKECH3 - 11 Décembre 2010